# Crise financeira em Portugal de 2010–2014
A crise financeira em Portugal de 2010–2014 foi uma crise financeira que se iniciou como parte da crise financeira global de 2007–2008, desenvolvendo-se no contexto da crise da dívida pública da Zona Euro, que afetou principalmente os países europeus meridionais e a Irlanda. Durante este período, a desigualdade aumentou, houve corte de serviços básicos e o governo começou a usar recursos de cofres públicos para salvar empresas. No pico da crise, o judiciário local declarou cinquenta e duas falências por dia, e houve crescimento da tributação. Os salários no setor público tiveram uma redução acentuada em consequência da fuga de capital para outros países. Durante a crise, o judiciário português decidiu que o governo não podia cortar as pensões do funcionalismo. O governo tentou justificar, mas a ex-ministra das finanças, Manuela Ferreira Leite afirmou que o governo escondia mais de mil milhões e meio de euros do orçamento, e apareceu registo de queima ilegal de swaps. Por consequência disso, o maior credor português do governo é o próprio governo.